# Hespecke

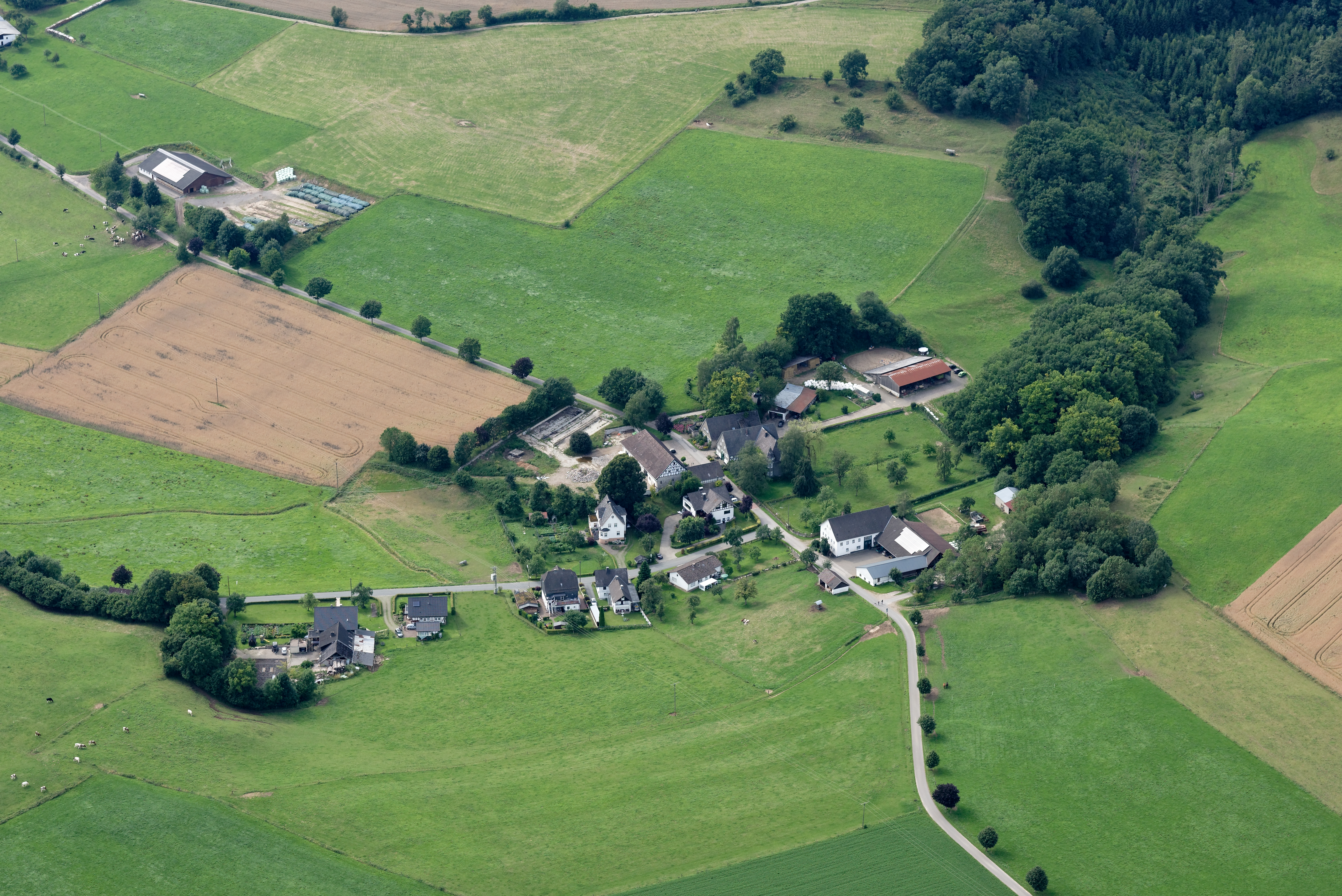
Luftaufnahme von Hespecke

Hespecke  ist ein Ortsteil von Lennestadt, etwa 2,5 km westlich von Elspe und 0,8 km östlich von Sporke.
Im Ursprung ist Hespecke bäuerlich geprägt, heute bestehen noch 2 Vollerwerbs- und ein landwirtschaftlicher Nebenerwerbsbetrieb. Ende Juni 2020 lebten 38 Einwohner in Hespecke.
Der Ort liegt am Rand der Attendorn-Elsper Doppelmulde. Von der Hochebene des „Wietfelds“ führt ein Trockental in Richtung Lenne. Das Oberflächenwasser dieses Tals versickerte in den Karstspalten des Kalkriffs und so entstanden durch das in dem Kluftsystem fließende Wasser die Hespecker Höhle, die Sporker Mulde sowie die Sporker Monarchenhöhle.

## Geschichte
Im Güterverzeichnis des Klosters Grafschaft von 1269 ist Hespecke (Harsebike) aufgeführt. In einem Auszug des Gogerichts Attendorn wird 1565 Harßbecke erwähnt. Der Name Hespecke leitet sich vermutlich von dem Bach Harse oder Harße ab. Das Schatzungsregister (diente der Erhebung von Abgaben) aus dem Jahr 1543 verwendet den Ortsnamen Heerßbeck und zählt 4 Schatzpflichtige auf.  Setzt man die Zahl der Schatzpflichtigen mit der Zahl der vorhandenen Familien bzw. Häuser gleich und rechnet pro Haus 6 Bewohner, so dürften in Heerßbeck (Hespecke) um 1540–1550 ca. 25 Menschen gelebt haben.
Der Ortsname enthält die Elemente „-beke“ (Gewässername, hier:Hespeckebach) und „-hers“, (altsächsisch: Pferd). Nach Flöer kommt eine Deutung des Ortsnamens als „Pferdebach“ in Betracht.
Oberhalb des Orts verläuft die alte „Bergstraße“ von Trockenbrück über Ostentrop nach Arnsberg, die neben der „Heidenstraße“ und dem „Römerweg“ als eine bedeutende Verbindung anzusehen ist.

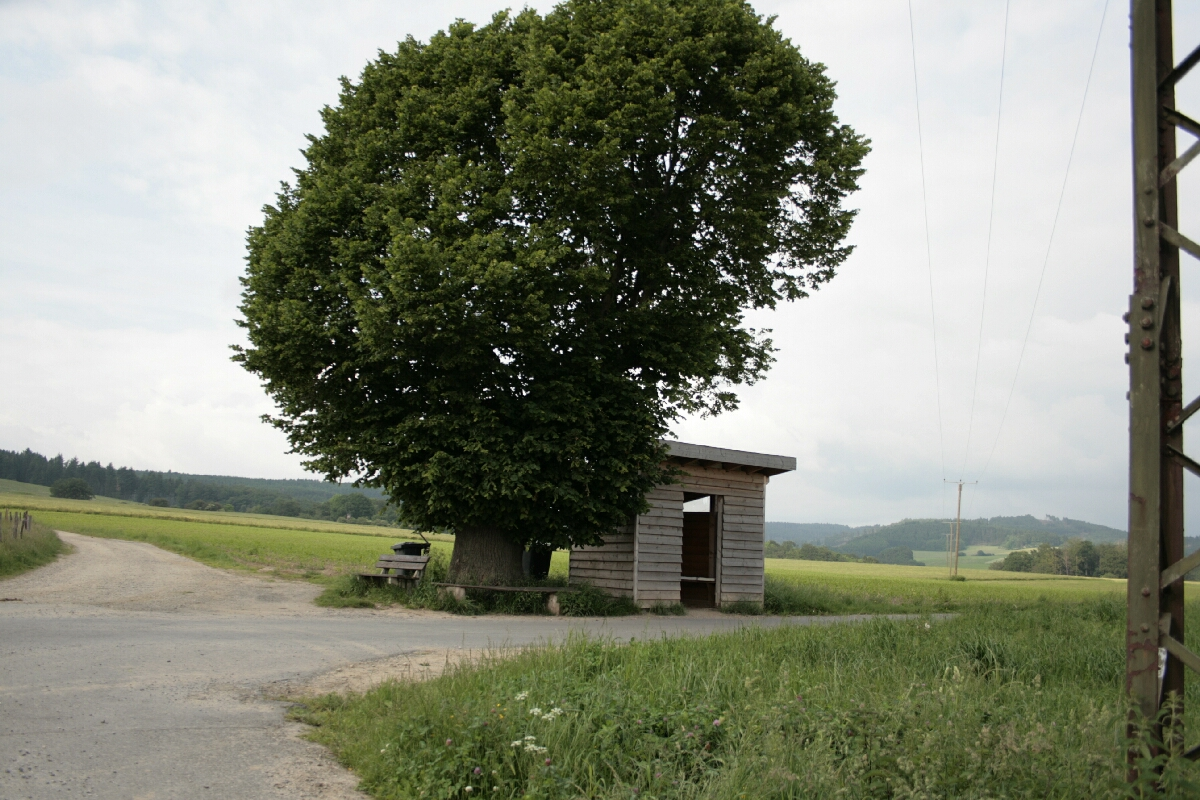
Hespecker Linde

An der uralten Linde, welche einen Umfang von 400 cm hat kreuzt der alte Kirchweg von Sporke über Hespecke nach Elspe die „Bergstraße“.
In der Nähe von Hespecke ist im März 1957 eine große flächenretuschierte Stielspitze aus milchig-weißem, durchscheinenden Flint gefunden worden, welche im Südsauerlandmuseum in Attendorn zu sehen ist. Funde auf der Hochebene von Hespecke aus dem Neolithikum belegen, das hier steinzeitliche Menschen gelebt haben.

## Alte Flurnamen in Hespecke
An der Fallekellen (1635), Hundeborn (1635), dass Kreuzacker (1635), auf dem Kuckelberge (1635), auff den Langenschladen (1635), auff dem Maenschein (1560), auff der Muhlhellen (1635), am Rodde, im Senckell (1635), auff dem Steinacker (1635), Weit Feld (1530, 1635), die Wortt (1635).